# Kanał Biebrowski
Kanał Biebrowski – melioracyjny kanał znajdujący się na terenie gminy Choczewo w województwie pomorskim.
Początek kanału położony jest na południe od osady Gajówka, zaś ujście znajduje się na wysokości kolonii Osetnik. Kanał Biebrowski służy głównie regulacji i melioracji terenów między Biebrowem, Osetnikiem i Kopalinem. Zasilany jest głównie przez kilka mniejszych strumieni znajdujących się na południe od Kopalina. Przed II wojną kanał nie posiadał oficjalnej nazwy.